# Université d'ingénierie et de technologie spatiales
L’université d'ingénierie et de technologie spatiales (UITS, KKMT en russe) est un établissement d'enseignement public, qui fait partie de l'université technologique de la ville de Korolev, dans la région de Moscou. Elle a notamment formé plusieurs astronautes soviétiques et russes.

## Histoire

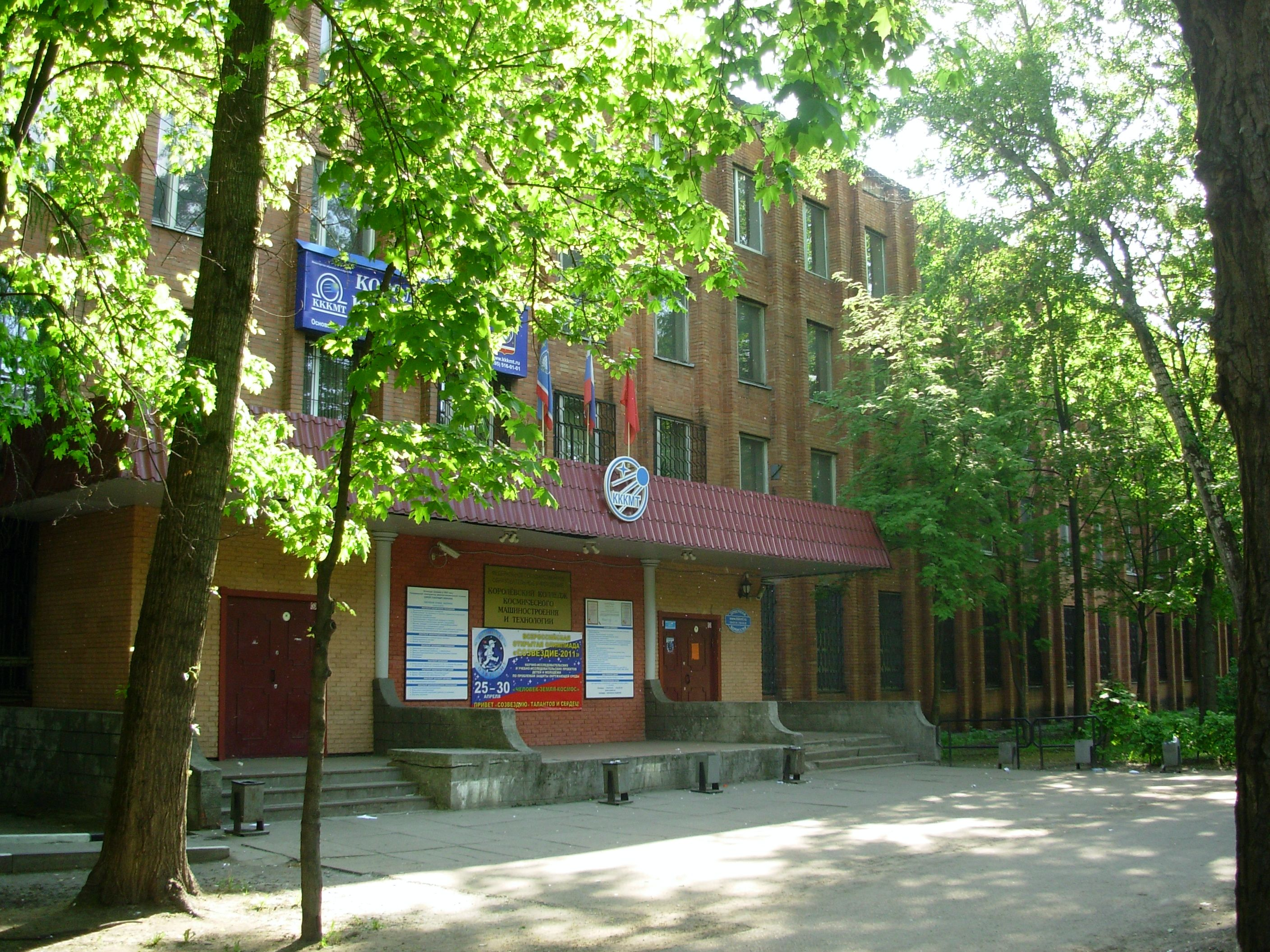
Vue de l'entrée centrale de l'UITS, 2011

En 1947, à l'initiative du concepteur général de la technologie domestique aérospatiale, S.P. Korolev, l'université mécanique de Kaliningrad a été créée pour former le personnel des instituts de recherche et des entreprises urbaines. L'université a été créée sur la base de l'école professionnelle no 3 de la branche NII-88 du Collège mécanique militaire de Moscou. Evstafiï Melnikov, chef du département de formation en gestion chez NPO Energia (aujourd'hui RKK Energia), en est devenu le premier directeur.
Le 22 avril 2022, un incendie a été signalé dans le bâtiment.

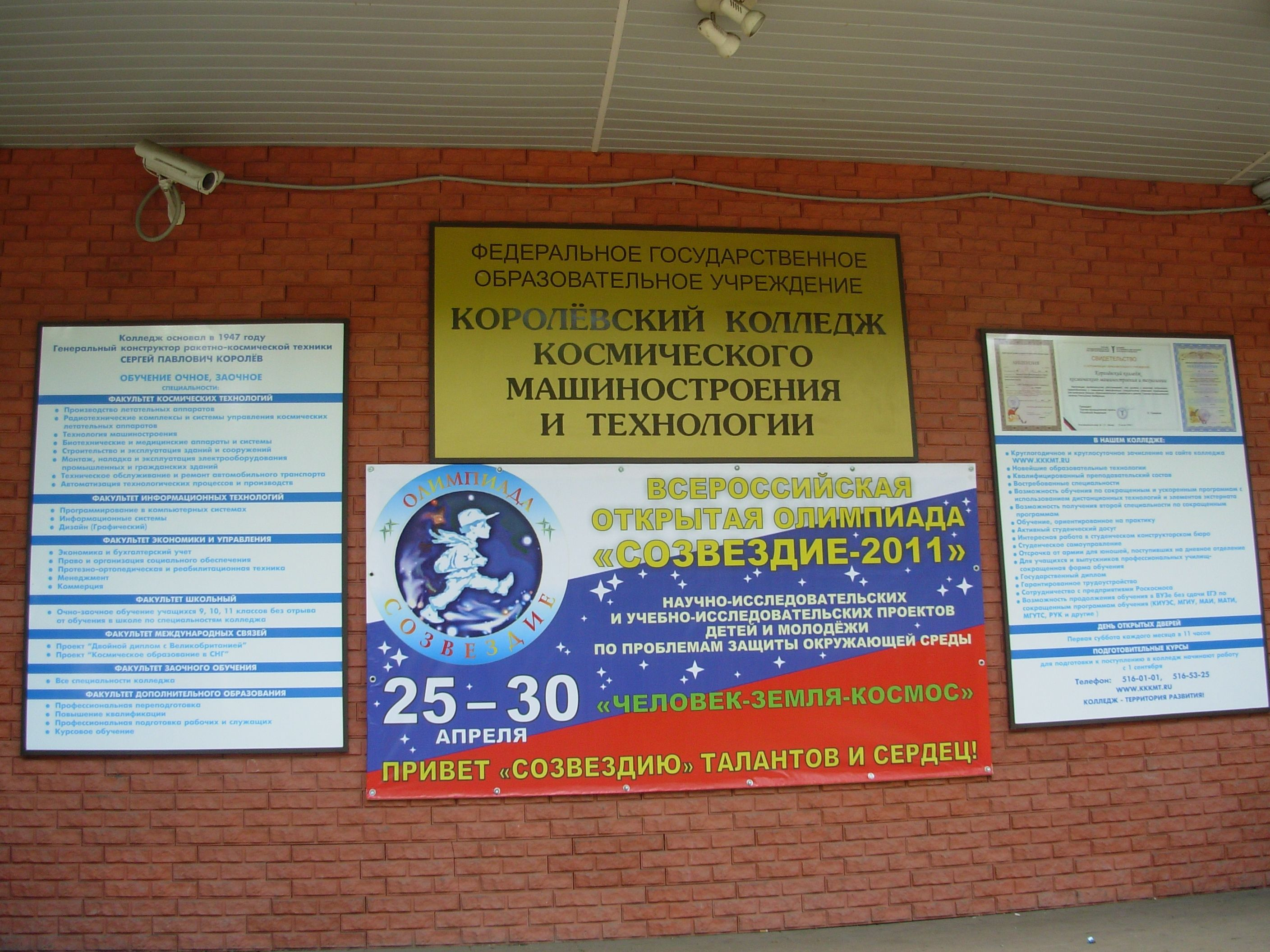
Décoration de l'établissement, 2011